# Luca Rizzo Nervo
Luca Rizzo Nervo (Bologna, 10 gennaio 1978) è un politico italiano.

## Biografia
Nato il 10 gennaio 1978 a Bologna, dov'è vissuto e ha conseguito il diploma di maturità classica, è stato attivo nel campo del commercio equo-solidale e dell'associazionismo, oltre a svolgere l'attività giornalistica, curando per due anni l'inserto Emilia-Romagna del quotidiano Europa, e gli incarichi di funzionario nelle "strutture speciali" del Consiglio regionale dell'Emilia-Romagna e capo di gabinetto della presidente della Provincia di Bologna Beatrice Draghetti da giugno 2004 al 2007, dopo avergli fatto da responsabile della campagna elettorale alle elezioni amministrative del 2004.
Iscritto al Partito Democratico (PD) sin dalla sua fondazione nel 2007, dopo aver fatto parte dello staff del vicepresidente della Regione Emilia-Romagna Flavio Delbono e capo struttura del gruppo consigliare PD in Regione Emilia-Romagna, alle elezioni amministrative del 2009 viene candidato al consiglio comunale di Bologna, tra le liste del PD a sostegno di Delbono come candidato sindaco per il centro-sinistra, venendo eletto consigliere comunale.
Dal 2011 al 2016 è stato assessore alla sanità, all’innovazione sociale, allo sport, alla cittadinanza attiva e ai quartieri del Comune di Bologna.
Durante quegli anni sotto la sua responsabilità si realizza fra le altre cose la riforma del decentramento e dei quartieri cittadini di Bologna e il “Regolamento per la cura e la rigenerazione dei beni comuni urbani", il primo in Italia, che ha prodotto oltre mille patti di collaborazione fra cittadini per la cura della città ed è stato mutuato da oltre 100 altri comuni italiani. Si realizza inoltre sotto la sua responsabilità assessorile il primo piano comunale in Italia per l’eliminazione dell’amianto.
In questi anni e fino al settembre 2017 è presidente della Conferenza metropolitana sociale e sanitaria di Bologna, l’organismo politico metropolitano di indirizzo delle politiche sociali e sanitarie.
Nel 2016 viene candidato e rieletto in consiglio comunale a Bologna nella lista del PD, in seguito all'elezione viene confermato assessore alla sanità, welfare, innovazione sociale e solidale, politiche per la innovazione sociale e solidale, politiche per la famiglia, rapporti con il consiglio comunale da cui si dimette per concorrere alla carica di segretario provinciale del PD nel settembre 2017.
Durante questa seconda esperienza di assessore realizza la riforma dei servizi sociali di Bologna e un progetto metropolitano SPRAR per l'accoglienza diffusa dei migranti, il più grande in Italia per dimensioni. Nel 2013, per un biennio, viene eletto dai colleghi assessori, coordinatore welfare per l’Emilia-Romagna dell’Associazione Nazionale Comuni Italiani (ANCI).
Dal 2015 al 2017 è stato membro della commissione nazionale immigrazione dell’ANCI.
Nel 2017, viene eletto vice presidente nazionale della Rete Città Sane, la rete italiana delle città per la salute dell’Organizzazione mondiale della sanità.
Alle elezioni politiche del 2018 viene candidato alla Camera dei deputati, tra le liste del Partito Democratico nel collegio plurinominale Emilia-Romagna - 03, venendo eletto deputato. Nella XVIII legislatura della Repubblica è stato componente della 12ª Commissione Affari sociali, della Commissione parlamentare d'inchiesta sulle attività connesse alle comunità di tipo famigliare che accolgono minori e, dal 23 giugno 2021 fino alla fine della legislatura, tesoriere del gruppo parlamentare del PD alla Camera.
È membro della Direzione nazionale del Partito Democratico.
Il 18 ottobre 2021 il neo-sindaco di Bologna, Matteo Lepore, lo nomina assessore al Welfare e Salute, nuove cittadinanze, fragilità, anziani. In seguito, a partire da dicembre 2023, gli conferisce anche la delega alla disabilità. 
Alle primarie del PD del 2023 sostiene la mozione di Stefano Bonaccini, presidente della Regione Emilia-Romagna dal 22 dicembre 2014, facendo parte del suo comitato promotore.
Dal gennaio 2025 è delegato su Immigrazione e Cooperazione Internazionale del nuovo Presidente della Regione Emilia- Romagna, Michele De Pascale.